# Geschiedenis van de Belgische zeevaartschool
Het artikel Geschiedenis van de Belgische zeevaartschool geeft een beknopt overzicht van de zeevaartschool van de Belgische staat doorheen de jaren. 

## Het ontstaan
Voor het ontstaan van België bestonden reeds zeevaartscholen in Antwerpen sinds 1798 en Oostende sinds 1820. Hier werd zeevaart vooral theoretisch onderwezen. Voor de praktijk waren de studenten verplicht om op schepen van de koopvaardij in te schepen als scheepsjongen of lichtmatroos. Het ontbreken van een degelijke praktijkopleiding resulteerde in een bemanning met overgewicht aan buitenlanders. Dit leidde tot de oprichting van de Belgische zeevaartvereniging (Association Maritime ASMAR) op 29 december 1903. Dit was de start van een praktijkopleiding door middel van schoolschepen en diende 5 schepen voor dit doel. 
- 1905 - 1906: De Graaf de Smet de Naeyer
- 1907 - 1932: De Graaf de Smet de Naeyer II
- 1907 - 1908: De R.C. Rickmers
- 1908 - 1932: De L'Avenir
- 1932 - 1960: De Mercator (schip)

## Graaf de Smet de Naeyer

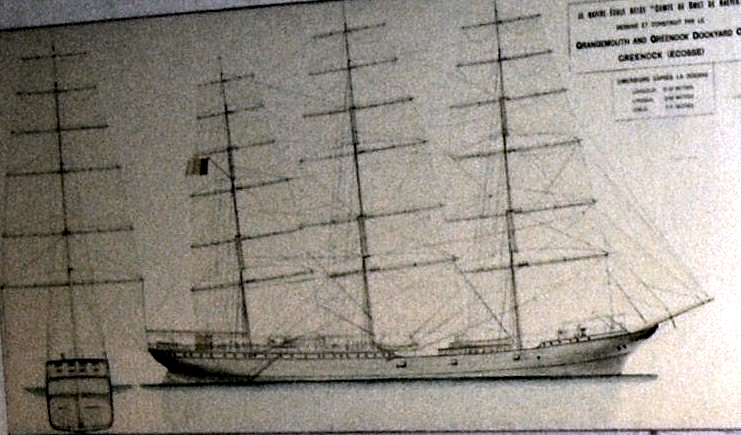
Graaf de Smet de Naeyer

Het eerste schoolschip werd besteld bij Grangemouth & Greenock dock yard cy te Greenock in Schotland. De levering liep vertraging op door 2 ongelukken tijdens de constructie. De boot in aanbouw kapseisde en tijdens het rechten brakken de kabels. Ook de sleepboot President Ludwig had motorpech bij het slepen. Het schip werd genoemd naar de Belgische staatsman Paul de Smet de Naeyer. 
Na een voorspoedige eerste reis van 11 maanden (1905 - 1906) sloeg het noodlot toe tijdens de tweede reis naar Kaapstad. Op 19 april 1906 leed het schip in de Golf van Gasconje schipbreuk op 300 mijl voor de Franse kust met een lading van 2752 ton cement. 33 man overleed waaronder commandant Fourcault, de officieren Van Zuylen en Van Esch, de aalmoezenier Cuypers en 18 cadetten. De overlevenden werden door de Franse viermaster "Dunkerque" opgepikt en te Hamburg ontscheept. 
Na een rechtszaak betreffende de schuld gingen de commandant en de Belgische Zeevaartvereniging ASMAR vrijuit na een definitieve uitspraak van het hof van beroep van Brussel in 1919.

## Graaf de Smet de Naeyer II
Na de schipbreuk werd in eerste instantie onderricht gegeven aan boord van een stationair opleidingsschip. De in 1906 aangekochte "Linlithgowshire" werd herdoopt tot Graaf de Smet de Naeyer II. 
Het schip was ingericht om 100 cadetten en personeel te kunnen huisvesten, inclusief studieruimtes en klassenlokalen. Het schip lag op verschillende plaatsen aangemeerd waaronder Burcht, Antwerpen, Oostende. 
Het schip kende in zijn periode van 1906 tot 1932 drie bevelhebbers. 
- H. Zellien (1907)
- J. Verstraeten (1908 - 1914)
- H. Kuwert (1919 - 1932)

## R.C. Rickmers
In afwachting van de levering van de het Schip "L'avenir" werd een schikking getroffen om cadetten op een 5 master van de rederij Rickmers in te schepen. 
Samen met leraars en officieren scheepten 18 cadetten in aan boord van de "Finland" van de Red Star Line richting New York om vervolgens via trein naar de haven van San Pedro in Californië de reis verder te zetten. In San Pedro gingen ze aan boord van de R.C.Rickmers en voeren via San Francisco, Tacoma, Horta en Sydney naar Antwerpen.

## L'avenir

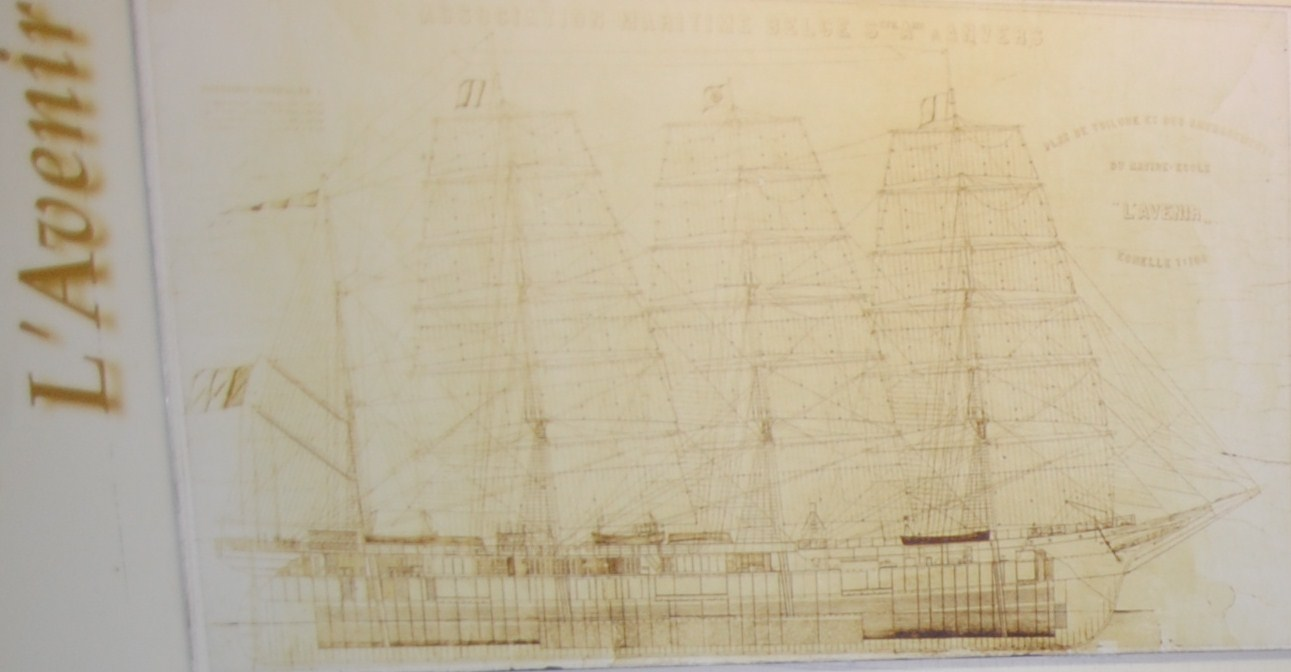
L'Avenir

Kort na de scheepsramp met de Graaf de Smet de Naeyer werd beslist om een groter schip te laten bouwen. De Belgische staat gaf financiële steun zodat de bestelling op 8 juli 1907 werd goedgekeurd. Het werd een ultra veilig schip. Het schip had een dubbele bodem en 4 waterdichte schotten konden het schip in 5 op zich drijvende compartimenten verdelen. Daarnaast werd het uitgerust met een radio-installatie waardoor het een van de eerst zeilschepen werd met dit modern communicatiemiddel aan boord. 
Het schip maakte tussen 1908 en 1932 vierentwintig reizen en drie keer een reis rond de wereld in de periode 1915 - 1919. Soms werden er ook tentoonstellingen aan boord gehouden om de Belgische handel in het buitenland te promoten. Zo stelde het onder andere tentoon in Argentinië, Florida, en Australië. 
Het schip kende 12 bevelhebbers. Waaronder
- J. Meulemeester (1924 - 1925)
- O. Lemaître (1925 - 1926)
- R. Van de Sande (1927 - 1932)

## Mercator
Op 7 april 1932 liep de Mercator van de scheepswerf Ramage & Furguson te Leith. Het plan werd getekend door de directeur-generaal van het bestuur van het zeewezen, Adrien de Gerlache de Gomery en hij kreeg de eer de Belgische driekleur voor het eerst te hijsen. 
Het was een topzeilschoener met te zware masten waardoor de stabiliteit in het gedrang kwam tijdens bepaalde scheepsmanoeuvres. Na de eerste reis en op advies van Commandant Van de Sande en enkele Franse experts werden de masten en tuigage aangepast naar een driemast barkentijn. 
Tussen 1932 en 1960 werden 41 reizen ondernomen en konden ongeveer 2000 zeelieden hun opleiding aan boord volgen. (1318 cadetten, 394 leerling-matrozen, 224 koksleerlingen en 57 leerling-werktuigkundige. De Mercator was eveneens een varende ambassadeur voor België, deed diverse wetenschappelijke opdrachten en nam 3 keer deel aan de regatta van de Sail Training Association. 
Als gevolg van WOII bleef het schip 10 jaar inactief als schoolschip en werd pas in 1951 terug schoolschip.
Nadat het in 1960 uit de vaart werd genomen diende het eerst als museum te Antwerpen en vanaf 1963 te Oostende.
Volgende personen waren bevelhebber van de Mercator:
- R. Van de Sande (1932 - 1955)
- R. Ghys (1955 - 1960, een oud-cadet van de Mercator.